# Listă de case de discuri românești
Aceasta este o listă de case de discuri românești:
- Apollo Music Production Arhivat în 31 august 2019, la Wayback Machine.
- Red Clover Media
- Cat Music
- Electrecord
- Eurostar
- Facem Records
- Hades Records
- Roton
- MediaPro Music
- HaHaHa Production[1]
- 20CM Records
- Okapi Sound
- Global Records
- TBoys Production
- DeMoga Music
- Famous Production
- ((Atom))
- Mixton Music

- Ocult Records (înactivă)

- NWO
- Amma Records
- Big Man
- Grand Production Bursuc
- RoTerra Music
- Autentic Music
- Nek Production